# Wind River (Südalaska)
Der Wind River ist ein 4,4 km langer Fluss im Wood-Tikchik State Park im Südwesten des US-Bundesstaats Alaska. 

## Verlauf
Der Wind River bildet den Abfluss des Lake Kulik. Er fließt südsüdostwärts und mündet in das nördlich Ende des Mikchalk Lake, der seinerseits über den Peace River in den wesentlich größeren Lake Beverley abfließt. Der Wind River gehört zum Flusssystem des Wood River und befindet sich 85 km nordnordwestlich von Dillingham.

## Name
Der Name der Ureinwohner Alaskas für den Fluss wurde 1910 von H. C. Fasset vom U.S. Bureau of Fisheries als Gui-guok-lok dokumentiert. Die heutige Bezeichnung geht auf die Einheimischen F. H. Waskey und Beverley Polley zurück, die den Namen 1930 gegenüber Gerald Fitzgerald vom United States Geological Survey angaben.